# Baccellierato europeo
Un baccellierato europeo (anche baccalaureato europeo) è il diploma di maturità attribuito agli allievi che hanno concluso con successo il loro percorso scolastico in una scuola europea. È riconosciuto equivalente a tutti i diplomi nazionali dei 27 paesi dell'Unione europea che sanciscono la fine della scuola superiore. 

## Generalità
Il baccellierato europeo viene conseguito al termine del settimo anno del ciclo secondario ed è conseguibile unicamente in una delle scuole europee. Questo diploma va nettamente distinto dal baccellierato internazionale (IB) e dalla maturità italiana.
I dettagli delle prove d'esame da sostenere per ottenere tale diploma sono scritti nell'allegato dello "Statuto delle Scuole europee" al quale ogni scuola europea è tenuta ad attenersi.
Il baccellierato europeo è attribuito da professori esterni alla scuola: sono i membri del collegio d'esami. Tale collegio è composto da due o tre rappresentanti per ogni paese membro dell'Unione europea che sono tenuti a rispettare le condizioni dei loro rispettivi paesi d'origine.
Il presidente del collegio d'esami è un professore universitario di uno degli Stati membri dell'Unione, ogni anno diverso, assistito da un membro dell'Ufficio ispettori delle Scuole.

## Insegnamento
Il baccellierato europeo valuta le conoscenze acquisite dagli allievi nelle materie dei due ultimi anni: il sesto e il settimo del ciclo superiore della scuola europea.

## Materie studiate

### Obbligatorie
- Lingua 1 (la lingua dell'intero corso di studio o lingua madre)
- Lingua 2 (prima lingua straniera dello studente: inglese, francese o tedesco)
- Matematica (tre o cinque lezioni di 45 minuti a settimana)
- Educazione fisica
- Religione (cattolica, protestante o ortodossa) o Morale ed educazione civica; queste materie vengono però escluse dal punteggio verso la valutazione finale.

### Opzionali
Quattro periodi settimanali per materia: almeno due di queste materie devono essere scelte.
- Lingua 3
- Lingua 4
- Economia
- Fisica
- Chimica
- Biologia
- Latino
- Greco antico
- Filosofia
- Storia
- Geografia
- Arte
- Musica

Inoltre, sono obbligatori, se non sono stati scelti tra le opzionali:
- Storia, due periodi
- Geografia, due periodi
- Filosofia, due periodi
- Biologia (se non c'è una scienza sperimentale tra le materie opzionali scelte), due periodi

### Approfondimenti opzionali
Tutti gli approfondimenti sono insegnati per 3 periodi alla settimana.
- Matematica approfondita (possibile solo se matematica è stata fatta su cinque periodi)
- Lingua 1 approfondita
- Lingua 2 approfondita

### Corsi complementari
- Sociologia
- Introduzione alle scienze economiche
- Lingua 5
- Scienze politiche
- Laboratorio di fisica, chimica o biologia
- Sport
- Teatro
- Danza
- Arte
- Musica
- Storia delle idee
- Microelettronica

### Valutazione
Il punteggio totale, dato in percentuale finale è dato da:
- 40%: il voto preliminare che consiste in una media ponderata dei voti di classe, assegnati dal professore nel primo e nel secondo quadrimestre, e dei voti degli esami conseguiti alle prove al termine del primo quadrimestre (per alcune materie un altro esame si tiene alla fine del secondo quadrimestre).
- 36%: la media dei cinque esami scritti sostenuti dal candidato.
- 24%: la media dei quattro esami orali sostenuti dal candidato.